# World Boxing Board
World Boxing Board – międzynarodowa federacja bokserska założona w 1992 r. przez Thomasa Hoggana. Federacja prowadziła rankingi, przyznawała tytuły mistrzowskie jednak nie była porównywana do czterech najbardziej prestiżowych (WBA, WBC, WBO, IBF). Federacja została rozwiązana w 2006 r. jednak ostatnia walka o pas została stoczona w 2011 r. pomiędzy Miguelem Cotto a Ricardo Mayorgą w unifikacyjnym pojedynku.